# Roberto Júlio de Figueiredo
Roberto Júlio de Figueiredo meglio noto solo come Roberto (Maringá, 20 febbraio 1979) è un ex calciatore brasiliano, di ruolo centrocampista.